# Погана сестра
«Погана сестра» (англ. The Bad Sister) — американський фільм-драма 1931 року, знятий режисером Гобартом Генлі по роману «Флірт» американського письменника Бута Таркінгтона. У головних ролях: Конрад Найджел, Сідні Фокс і Бетт Девіс. Світова прем'єра фільму відбулася 29 березня 1931 року.

## Сюжет
В центрі кінострічки примхлива красуня Меріанн Медісон (Сідні Фокс), якій всі її витівки сходять з рук і мовчазна невдаха, її старша сестра Лора Медісон (Бетт Девіс), якій нічого не сходить з рук, оскільки вона мовчить і ні про що не просить. За Меріанн залицяються одразу два завидних кавалера, в одного з яких, доктора Діка Ліндлі (Конрад Негелі), Лора таємно закохана.
Лора довіряє свою таємницю щоденнику, але її невгамовний молодший брат Хедвік (Девід Дюранд), що вічно сує свій цікавий ніс не свої справи, одного разу знаходить щоденник сестри…

## У ролях
- Конрад Найджел — доктора Дік Ліндлі
- Сідні Фокс — Меріанн Медісон
- Бетт Девіс — Лора Медісон
- Девід Дюран — брат Хедвік
- Гамфрі Боґарт